# Arnsberg
Arnsberg (pronunciació alemanya: [ˈaʁnsbɛʁk] ( escolteu-ho) ; Westphalian ) és una ciutat del comtat de Hochsauerland, a l'estat alemany de Renània del Nord-Westfàlia. És la ubicació de l'administració del Regierungsbezirk Arnsberg i una de les tres oficines d'administració local del districte de Hochsauerlandkreis.

## Geografia

### Ubicació
Arnsberg es troba al nord-est del Sauerland a la vall del riu Ruhr. El riu Ruhr serpenteja pel sud del nucli antic d'Arnsberg. La ciutat està gairebé completament envoltada de bosc, i el parc natural Arnsberger Wald es troba al nord".
Arnsberg està connectat per l'autopista federal 46 (Autobahn 46) Brilon a l'est i (utilitzant l’autopista federal 445) Werl a l'oest. També està connectat per diverses estacions de ferrocarril, que proporcionen connexió amb la ciutat principal de Dortmund i el Ruhrgebiet. També hi ha un aeroport regional, situat al districte de la ciutat de Vosswinkel, que s'utilitza exclusivament per a petits avions privats.
El territori municipal abasta una distància de fins a 13 km del límit sud al nord.

### Municipis veïns
- Ense

- Möhnesee

- Warstein

- Meschede

- Sundern

- Balve

- Menden

### Subdivisions
Després de les reformes del govern local de 1975, Arnsberg consta de 15 districtes (Ortsteile):

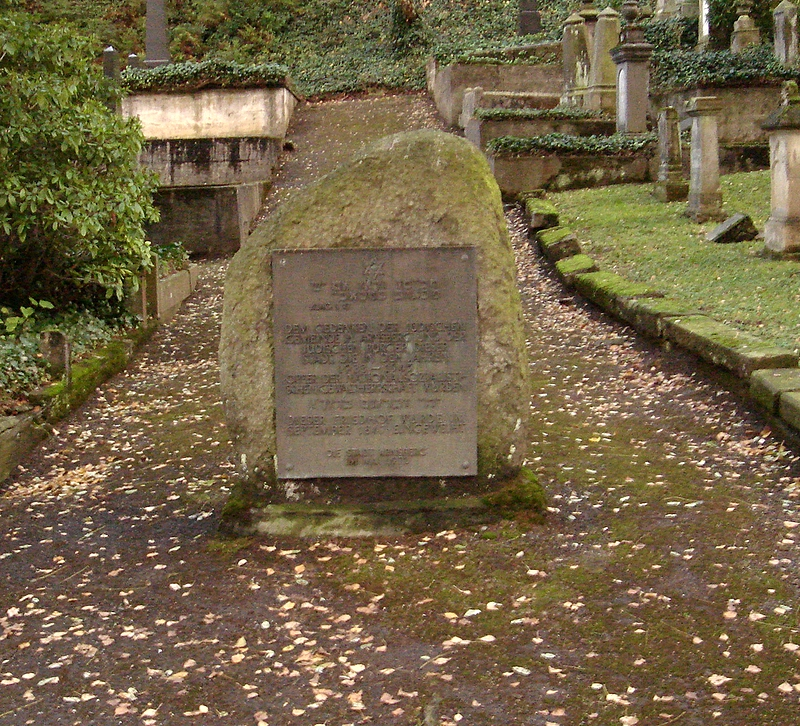
cementiri jueu

- Neheim (23.448 habitants)

- Arnsberg (19.355 habitants)

- Hüsten (11.304 habitants)

- Oeventrop (6.713 habitants)

- Herdringen (4.118 habitants)

- Bruchhausen (3.337 habitants)

- Müschede (2.870 habitants)

- Voßwinkel (2.523 habitants)

- Niedereimer (2.082 habitants)

- Holzen (2.022 habitants)

- Rumbeck (1.305 habitants)

- Wennigloh (1.004 habitants)

- Bachum (959 habitants)

- Breitenbruch (219 habitants)

- Uentrop (346 habitants)

## Història

### Els inicis
Arnsberg va ser esmentat per primera vegada l'any 789 als registres carolingis (Urbar) com a pertanyent a l'abadia de Werden.
Arnsberg va ser la seu dels comtes d'Arnsberg des del 1070 i va rebre els drets de ciutat el 1238. El 1368 l'últim dels comtes d'Arnsberg, el comte Gottfried IV, va lliurar la ciutat i el comtat a Kurköln ja que no tenia hereu.
Hi van construir un castell les restes del qual encara es poden visitar i que de tant en tant serveixen per a celebracions públiques.
Al segle XII, l'antic Arnsberg es va convertir en la seu de la jurisdicció de Westfàlia (l'escut de la qual encara és utilitzat avui per l’Hochsauerlandkreis). Més tard, la ciutat va perdre la seva independència i va ser sotmesa als arquebisbes de Colònia.

### Segles XVIII/XIX

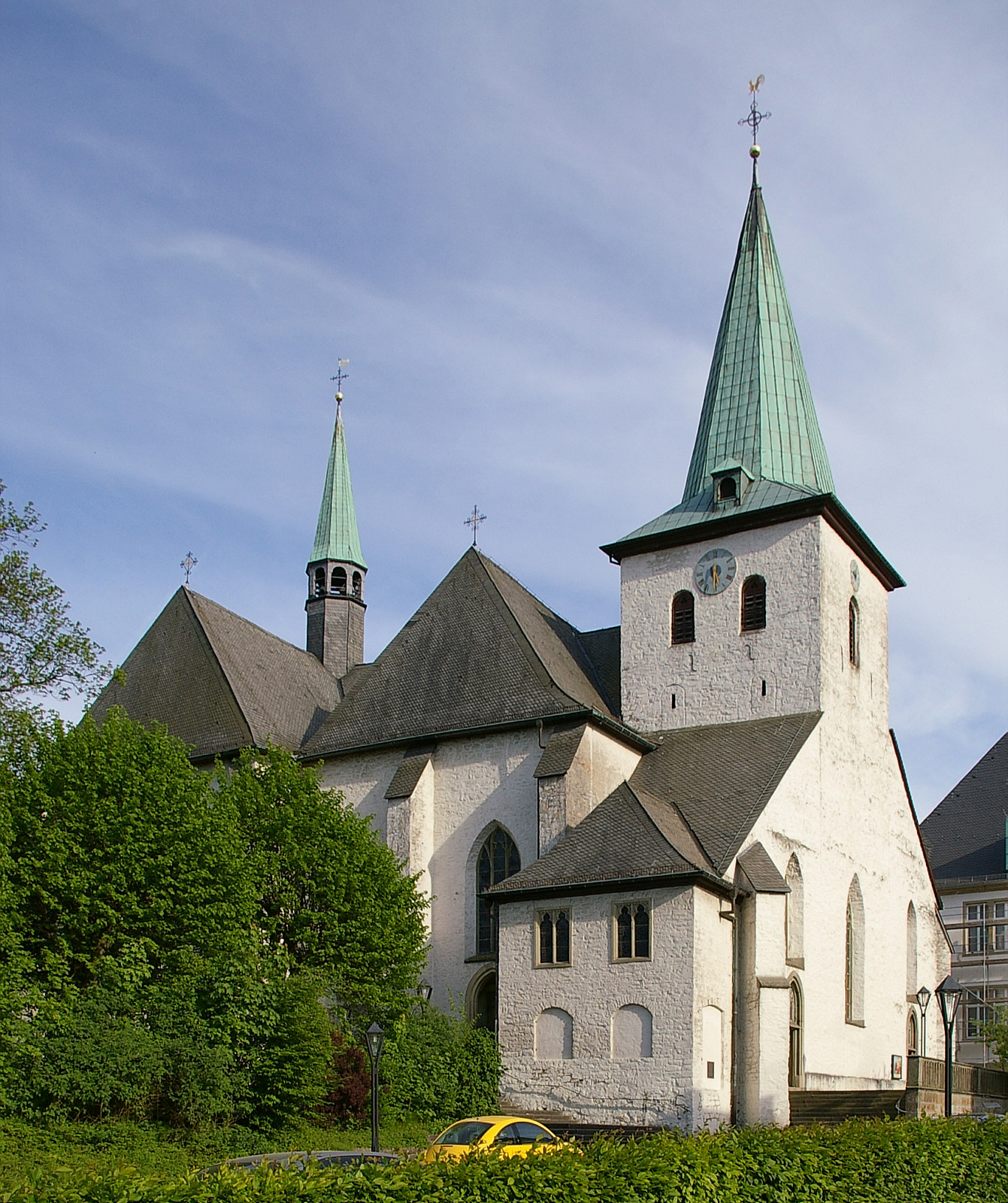
Propsteikirche

El castell d'Arnsberg va ser reconstruït per Johann Conrad Schlaun com a palau residencial i pavelló de caça per a l'elector Clemens August de Baviera. Va ser destruït durant la Guerra dels Set Anys el 1769.
El 1794 els francesos van atacar Colònia, de manera que parts del tresor de la catedral de Colònia van ser portats a un lloc segur a Arnsberg, juntament amb les relíquies dels Reis Mags bíblics. El 1804, el tresor va ser retornat a Colònia, com es va commemorar una placa a la Propsteikirche.
El 1816, Arnsberg va passar sota el domini prussià i es va convertir en un centre administratiu local.

### Segona Guerra Mundial
Neheim i Hüsten es van fusionar el 1941.
Durant la Segona Guerra Mundial, Arnsberg va patir per primera vegada una destrucció generalitzada i una pèrdua catastròfica de vides quan els Lancaster de la RAF van trencar la presa de l’embassament de Möhne la nit del 16 al 17 de maig de 1943 (Operació Castise). La propera abadia de Himmelpforten va ser completament arrasada.
Més tard, desenes de ciutadans d'Arnsberg van morir en diversos atacs aeris britànics destinats a destruir el viaducte del ferrocarril. Els objectius van ser finalment destruïts el 19 de març de 1945 amb una bomba 'Grand Slam'.

### Història contemporània
L'actual ciutat d'Arnsberg es va crear el 1975 fusionant 12 municipis circumdants (Bachum, Breitenbruch, Herdringen, Holzen, Müschede, Niedereimer, Oeventrop, Rumbeck, Uentrop, Voßwinkel i Wennigloh) en una sola ciutat.
Old Arnsberg i Neheim-Hüsten són les dues àrees urbanes principals, mentre que les altres parts són principalment zones rurals.

## Demografia
|        | 31 desembre 1975 | 31 desembre 2017 | 30 setembre 2019 | 31 desembre 2021 | 31 desembre 2022 | 31 desembre 2023 |
| 74.617 | 80.287           | 73.814           | 73.628           | 73.423           | 74.323           | 74.206           |

### Religió
La població d'Arnsberg és majoritàriament catòlica romana. Arnsberg pertany a l'arxidiòcesi de Paderborn. Les esglésies catòliques inclouen la Propsteikirche o la Heilig-Kreuz Kirche i la Auferstehungskirche, que és una església protestant. També hi ha una congregació nova apostòlica.
En els últims anys la minoria musulmana d'Arnsberg va créixer considerablement. La ciutat té una mesquita.
Els cementiris són majoritàriament catòlics, però també hi ha un cementiri jueu.

## Art i cultura
El Kunstverein Arnsberg opera a Arnsberg. Fundada l'any 1987 i dedicada a l'art contemporani, Kunstverein Arnsberg ha presentat exposicions individuals d'artistes com Georg Baselitz, Thomas Ruff, Karin Sander, Dan Perjovschi, Boris Mikhailov, Gregor Schneider, Erwin Wurm, el guanyador del premi Turner i el premi Marcel Du Philipchamp. guanyador Laurent Grasso.

## Govern

### Armes de la ciutat
Els braços de la ciutat representen una àguila blanca sobre un camp blau. Abans era una àguila blanca sobre un camp vermell, introduïda el 1278 i utilitzada pels comtes d’Arnsberg. Al segle xvii el vermell es va canviar per blau, reflectint el blau bavaresa de la casa de Wittelsbach.

### Alcaldes
Alcaldes de la ciutat nova d'Arnsberg
| Anys       | Alcalde           | festa | festa |
| ---------- | ----------------- | ----- | ----- |
| 1975–1984: | Gerhard Teriet    |       | CDU   |
| 1984–1999: | Àlex Paust        |       | SPD   |
| 1999–2017: | Hans-Josef Vogel  |       | CDU   |
| 2018-avui: | Ralf Paul Bittner |       | SPD   |

## Ciutats agermanades
Arnsberg està agermanat amb:
- Alba Iulia, Romania

- Deventer, Països Baixos

- Bexley, Anglaterra

- Olesno, Polònia

- Caltagirone, Itàlia

## Persones notables
- Franz von Fürstenberg (1729–1810), estadista i escola reformadora de l'arquebisbat de Münster, fundador de la Universitat de Münster

- Wilhelm Hasenclever, (1837–1889), polític

- Noah Wolff - Industrial i filantrop jueu alemany (1809–1907)

- Karl Brüggemann (1896–1977), districte honorari al Kreis Arnsberg de 1961 a 1969

- Franz Stock (1904–1948), des de 1934 pastor de la comunitat catòlica alemanya de París, durant l'ocupació alemanya capellà de presoners francesos (company condemnat a mort), cap d'un seminari de presoners de guerra a Chartres el 1945

- Hans Bernd Gisevius, (1904–1974), diplomàtic

- Fritz Cremer, (1906–1993), artista

- Betsy von Furstenberg, (1931–2015), actriu

- Günter Wewel, (1934–2023), baix d'òpera i presentador de televisió

- Franz Müntefering, (nascut el 1940), polític (SPD)

- Mike de Vries, (nascut el 1958), director de marca i negoci

- Andrea Fischer (nascuda el 1960), política (Aliança 90/Els Verds) i periodista, exministre federal de Salut

- Meinolf Finke, (nascut el 1963), poeta

- Helena Fromm (nascuda el 1987), atleta de taekwondo, medallista olímpica

- Georg Poplutz, tenor

### Persones relacionades amb Arnsberg

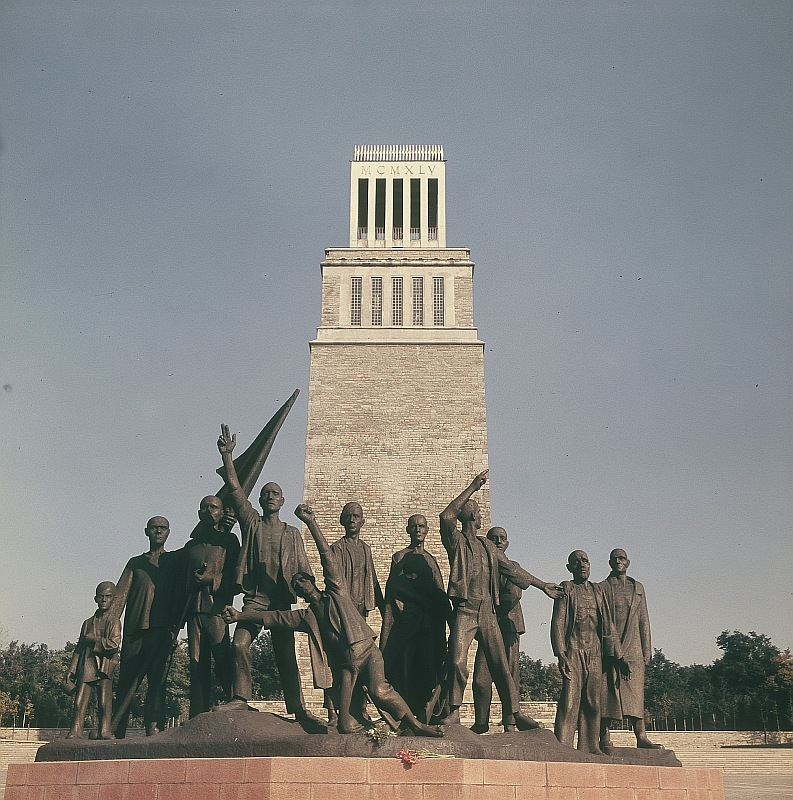
Memorial de Buchenwald

- Paul Moder (1896–1942), polític (NSDAP), membre del Freikorps i oficial de les SS

- Walther Neye (1901–1989), jurista i rector de la Universitat Humboldt de Berlín

- Fritz Cremer (1906–1993), escultor (Buchenwald Memorial)

- Lothar Collatz (1910–1990), matemàtic

- Günter Keute (nascut el 1955), futbolista

- Friedrich Merz (nascut el 1955), advocat i polític, membre de la CDU

- Meinolf Finke (nascut el 1963), poeta

- Stephan Kampwirth (nascut el 1967), actor de teatre, actor de cinema i actor de veu

- Rouven Schröder (nascut el 1975), futbolista

- Philipp Hofmann (nascut el 1993), futbolista

## Galeria

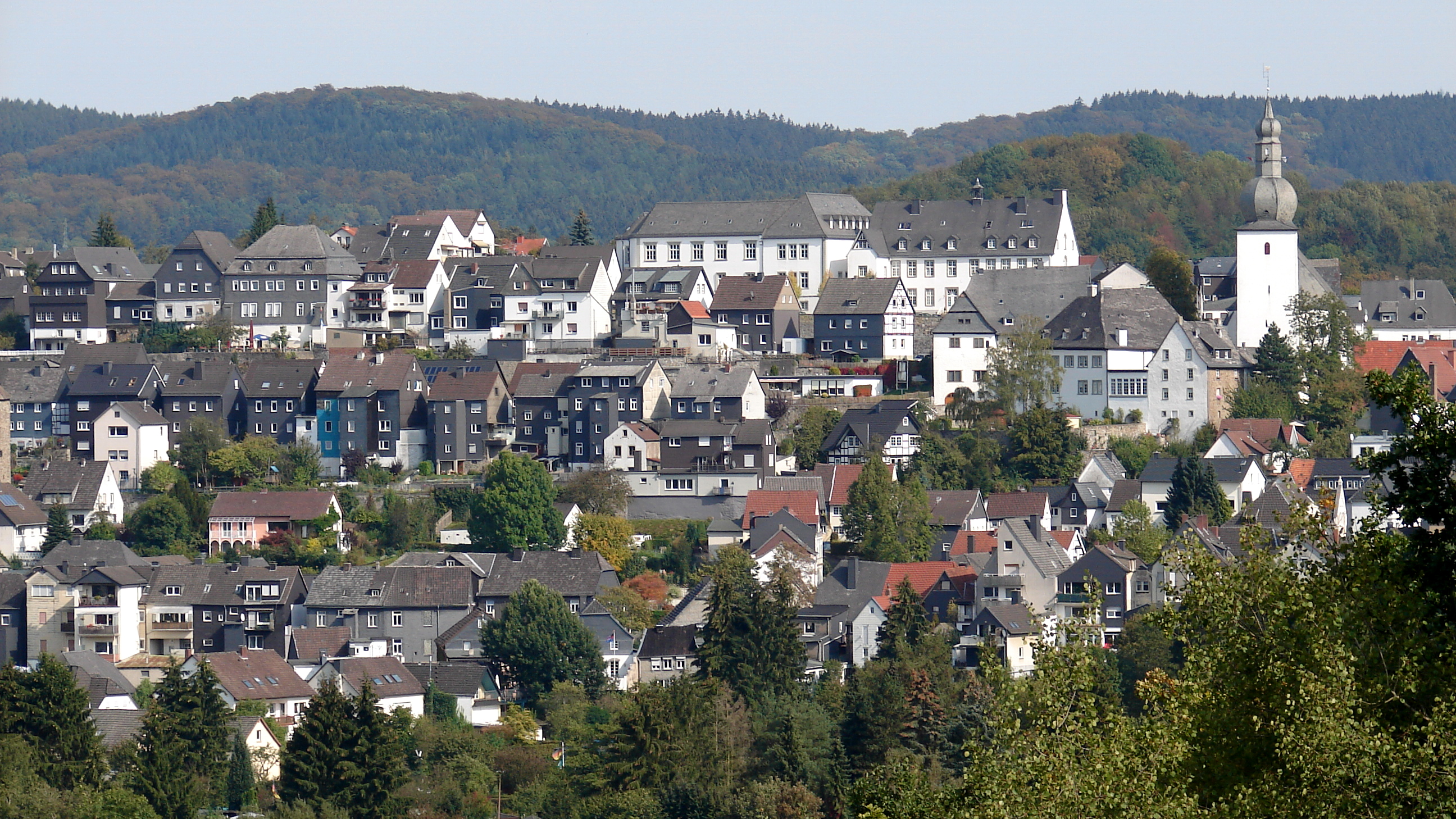
Arnsberg
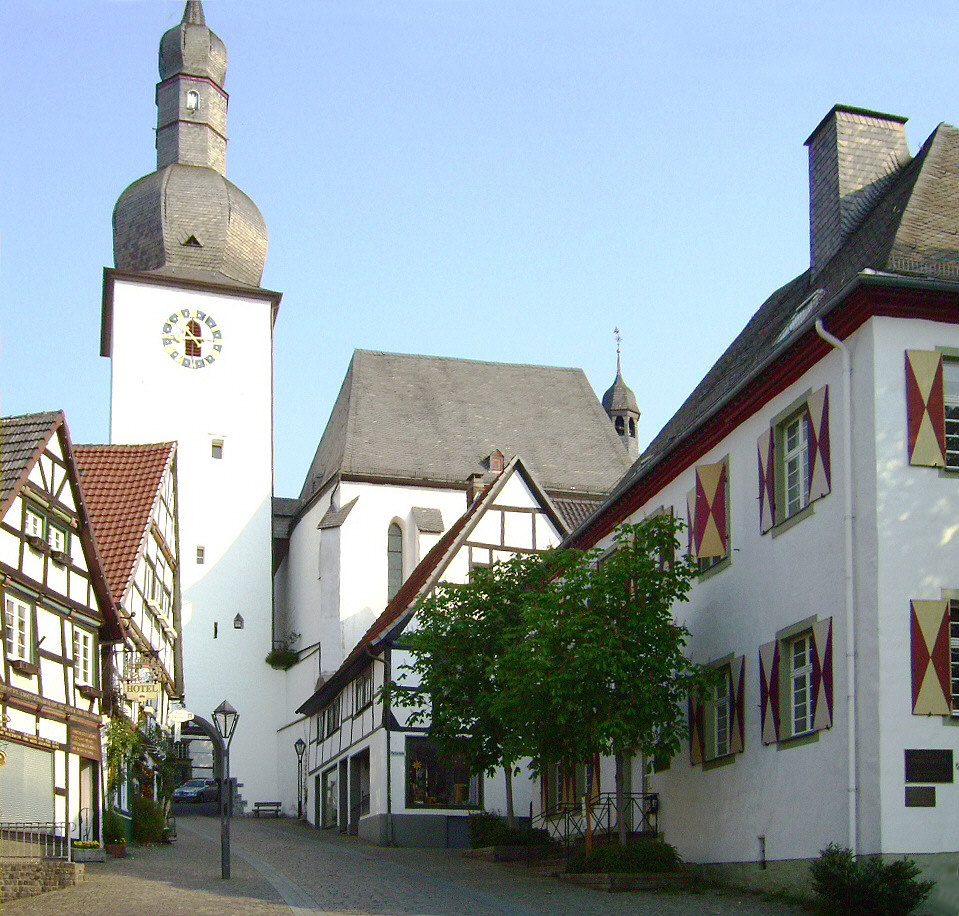
Glockenturm (campanar)
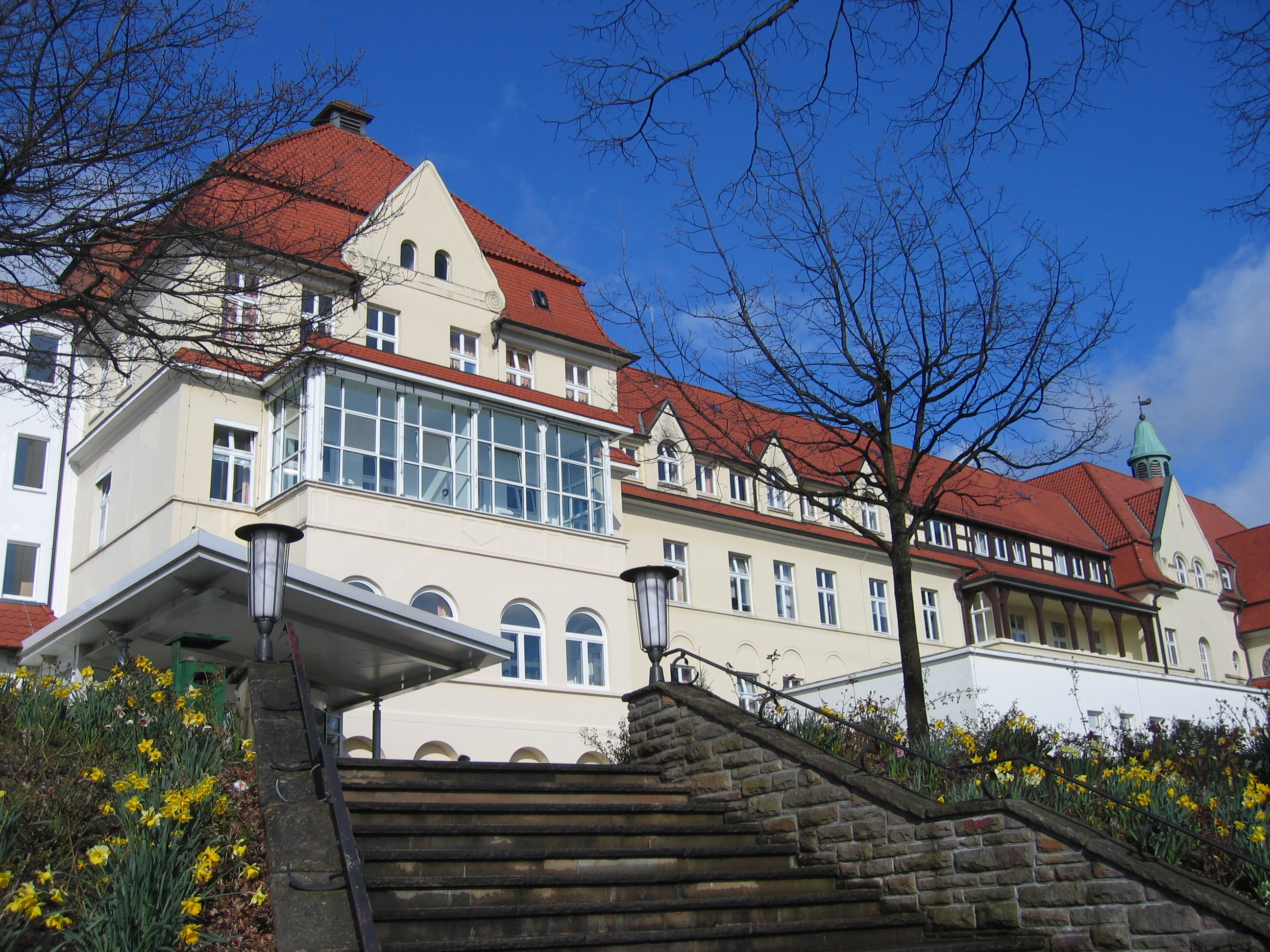
Marienhospital (hospital)